# Marge bénéficiaire brute
 (janvier 2025).
Si vous disposez d'ouvrages ou d'articles de référence ou si vous connaissez des sites web de qualité traitant du thème abordé ici, merci de compléter l'article en donnant les références utiles à sa vérifiabilité et en les liant à la section « Notes et références ».
La marge bénéficiaire brute est un ratio qui mesure la rentabilité relative des ventes.

## Calcul
La marge bénéficiaire brute se calcule en divisant la marge brute par le total des recettes :
{\displaystyle \mathrm {Marge~b{\acute {e}}n{\acute {e}}ficiaire~brute} ={\frac {\mathrm {Marge~brute} }{\mathrm {Recettes~totales} }}\times 100={\frac {\mathrm {Chiffre~d'affaires-Co{\hat {u}}ts~totaux} }{\mathrm {Chiffre~d'affaires} }}\times 100}

Pour un produit unique, cette expression peut prendre une forme plus simple : faire la différence entre le prix de vente et le coût de revient, puis diviser par le prix de vente, comme suit.
{\displaystyle \mathrm {Marge~b{\acute {e}}n{\acute {e}}ficiaire~brute} ={\frac {\mathrm {Prix~de~vente-Co{\hat {u}}t~de~revient} }{\mathrm {Prix~de~vente} }}\times 100}

## Remarques
La marge bénéficiaire brute peut être délicate à interpréter lorsqu'elle est calculée sur un grand nombre de produits.
La marge bénéficiaire brute se distingue de la majoration du prix d'un produit par son mode de calcul ; par exemple, vendre 75 € une marchandise au coût de revient égal à 50 € permet de réaliser une marge bénéficiaire brute de 33 % (100 * (75 - 50) / 75) avec un prix majoré de 50 % (100 * (75 - 50) / 50).